# Dear Mama feat. 小田和正/Eternal
「Dear Mama feat. 小田和正/Eternal」（ディア・ママ・フィーチャリング・おだかずまさ/エターナル）は、日本のヒップホップユニット・LGYankeesのメジャー1作目（通算2作目）のシングル。

## 概要
- 前作「Dear Mama feat. BIG RON」から約2年ぶりにして、両A面によるメジャーデビューシングル。
- 表題1曲目は前作の表題曲のリメイクバージョンで、小田和正を客演に迎えて制作された。メンバーの楽曲に対する絶対的な自信と、ファンである小田への思い、小田が感じたメンバーの熱意や音楽性、歌詞の中に込められたメッセージ性に感動し快諾を得て実現した[1]。
- 初回盤と通常盤の2形態で発売され、初回盤には特典として表題曲のミュージック・ビデオを収録したDVDが同梱された。

## 収録曲
1. Dear Mama feat. 小田和正 [5:05]
作詞：LGYankees
作曲：DJ No.2
母親への感謝の気持ちを込めたメッセージ性の強いバラード[1]。
ギターで佐橋佳幸が参加している[2]。
ミュージック・ビデオには杉山恭子が母親役で友情出演している[1]。
2. Eternal [5:28]
作詞：LGYankees
作曲：Ruller
結婚式をテーマに、周りの友人や仕事の関係者が結婚していくのを機に制作された曲[2]。ミュージック・ビデオには高橋名人とフィフィが出演している[3]。
3. Dear Mama feat. 小田和正 (Instrumental) [5:05]
作曲：DJ No.2
表題1曲目のインストゥルメンタルバージョン。
4. Eternal (Instrumental) [5:24]
作曲：Ruller
表題2曲目のインストゥルメンタルバージョン。